# Air Force Sports Club
Maillots
Le Sri Lanka Air Force Sports Club, plus couramment abrégé en Air Force SC, est un club srilankais de football fondé en 1972 et basé à Colombo, la capitale du pays.

## Histoire
Fondé à Colombo en 1972, il compte deux titres nationaux : un titre de champion du Sri Lanka et une Coupe du Sri Lanka.
Ses succès nationaux ont permis au club de participer aux compétitions continentales organisées par l'AFC : la première fois en Coupe d'Asie des clubs champions 1987 (élimination au premier tour) puis 27 ans plus tard, lors de la Coupe du président de l'AFC 2014.

## Palmarès
| Compétitions nationales |
| --- |
| - Championnat du Sri Lanka (1) : - Champion : 2013. - Vice-champion : 2009. - Coupe du Sri Lanka (1) : - Vainqueur : 1986. - Finaliste : 1990 et 2003. |

## Entraîneurs du club
- K. Sampath Perera